# Hugo Pereira
Hugo Carlos Rodrigues Ganchinho Pereira (nacido el 6 de noviembre de 1978 en Portugal) es un exfutbolista y entrenador portugués. Es el entrenador del Ranheim Fotball de Noruega desde el 2021.
Hizo parte del cuerpo técnico de Carlos Queiroz en la Selección de fútbol de Colombia.

## Trayectoria
Tras su retiro como jugador, retoma sus estudios superiores. Siendo en la actualidad titulado con una maestría en educación y un postgrado en entrenamiento de fútbol de alto rendimiento de la Universidad de Lisboa.
Su buen rendimiento universitario, lo hizo merecedor a que el entrenador José Mourinho lo llevara personalmente a realizar una pasantía junto a él en el Manchester United.

## Clubes

### Como jugador
| Club         | País     | Año       |
| ------------ | -------- | --------- |
| Montijo      | Portugal | 1998-1999 |
| Almada       | Portugal | 1999-2001 |
| Juventude    | Portugal | 2001-2002 |
| Amora        | Portugal | 2002-2004 |
| Vendas Novas | Portugal | 2004-2005 |
| Alcochense   | Portugal | 2005-2006 |
| Oeiras       | Portugal | 2006-2007 |

### Como entrenador
| Club                        | País     | Año           |
| --------------------------- | -------- | ------------- |
| Follo (asistente)           | Noruega  | 2012-2013     |
| Rosenborg (asistente)       | Noruega  | 2013-2018     |
| Selección Mayor (asistente) | Colombia | 2019-2021     |
| Ranheim Fotball             | Noruega  | 2021-presente |